# Mỹ Thạnh, Giồng Trôm
Mỹ Thạnh là một xã thuộc huyện Giồng Trôm, tỉnh Bến Tre, Việt Nam.

## Địa lý
Mỹ Thạnh là xã cửa ngõ về phía tây bắc của huyện Giồng Trôm, giáp thành phố Bến Tre, diện tích tự nhiên là 727ha, có vị trí địa lý khá thuận lợi về giao thông thủy, bộ với đường tỉnh 885 và sông Giồng Trôm đi ngang qua địa bàn.
Xã Mỹ Thạnh có diện tích 7,27 km², dân số năm 2015 là 9.371 người, mật độ dân số đạt 1.289 người/km².

## Hành chính
Xã Mỹ Thạnh được chia thành 6 ấp: Căn Cứ, Chợ, Nghĩa Huấn, Cái Chốt, Bến Đò, Cái Tắc.

## Phát triển đô thị
Ngày 12 tháng 11 năm 2015, Hội đồng nhân dân tỉnh Bến Tre tổ chức kỳ họp lần thứ 15 (kỳ họp bất thường). Tại kỳ họp này Hội đồng nhân dân tỉnh Bến Tre đã biểu quyết thông qua đề án công nhận đô thị loại V, trung tâm xã Mỹ Thạnh huyện Giồng Trôm. Tên gọi: Đề án đề nghị công nhận đô thị loại V Trung tâm xã Mỹ Thạnh, huyện Giồng Trôm, tỉnh Bến Tre. Ranh giới đô thị: 
- Khu vực Trung tâm xã Mỹ Thạnh, huyện Giồng Trôm, tỉnh Bến Tre
- Quy mô đô thị: 
  - Diện tích toàn đô thị là 296,3 ha, trong đó diện tích nội thị là 62,13ha
  - Dân số toàn đô thị là 5.597 người, trong đó dân số nội thị là 3.774 người.

Hội đồng nhân dân tỉnh Ủy ban nhân dân tỉnh ban hành quyết định công nhận đô thị loại V cho Trung tâm xã Mỹ Thạnh, huyện Giồng Trôm. Như vậy sau gần 10 năm thực hiện Nghị quyết số 05/2007/NQ-HĐND ngày 4 tháng 1 năm 2007 của Hội đồng nhân dân tỉnh về bổ sung một số chủ trương, biện pháp tiếp tục thực hiện quy hoạch tổng thể phát triện hệ thống đô thị và khu dân cư nông thôn đến năm 2020, trung tâm xã Mỹ Thạnh đã đạt đô thị loại V. Đây là tiêu chí đầu tiên thực hiện đạt Nghị quyết Đảng bộ nhiệm kỳ 2015-2020.

## Kinh tế
Kinh tế phát triển đa dạng gồm Công nghiệp, tiểu thủ công nghiệp, thương mại dịch vụ và nông nghiệp, có 2 làng nghể truyền thống bánh tráng Mỹ Lồng và làng nghề kiềm.

## Văn hóa
Tôn giáo: có 2 chùa, 1 Nhà thờ Thiên chúa giáo, 2 Thánh thất Cao Đài và 1 di tích lịch sử cấp quốc gia Mộ và Đền thờ lãnh binh Nguyễn Ngọc Thăng.
Năm 1997, xã được Chủ tịch nước phong tặng xã anh hùng lực lượng vũ trang nhân dân.